# Upiór (film)
Upiór – polski horror z 1967 roku na podstawie opowiadania Aleksego Tołstoja pt. Upiór.

## Występują
- Jadwiga Chojnacka – brygadierowa Sugrobina
- Aleksandra Zawieruszanka – Dasza/Praskowia
- Jan Machulski – Runiewski
- Ryszard Ronczewski – Wasyl Rybarenko/krawiec
- Zdzisław Karczewski – tajny radca Tielajew
- Witold Pyrkosz – lokaj Stiepan
- Edward Lubaszenko – lokaj